# Indonesiens riksvapen
Indonesiens riksvapen visar hinduernas heliga fågel, örnen Garuda. På vapenskölden syns i mitten en femuddig stjärna som symboliserar tron på det gudomliga. Buffelhuvudet är en symbol för landets suveränitet och sädesaxen visar på välstånd. Kedjan symboliserar samhörigheten mellan folkgrupperna. Nederst står mottot: "Enighet i mångfald".